# Aurora Rodríguez Carballeira
Aurora Rodríguez Carballeira (Ferrol, 23 de abril de 1879- Ciempozuelos (Madrid), 28 de diciembre de 1955) fue una mujer española que pasó a la historia por ser la madre y asesina de Hildegart Rodríguez Carballeira, una hija que ella concibió como experimento científico y que, según sus deseos, debía representar a la mujer del futuro.

## Trayectoria
Aurora Rodríguez Carballeira, aunque mentía sobre su edad y circulan muchas versiones, se cree que nació en 1879 en la casa familiar de la calle Magdalena de Ferrol. Creció en el seno de una familia acomodada y educada, era hija del matrimonio formado por Francisco Rodríguez Arriola, abogado y procurador de Ferrol y de su segunda esposa, Aurora Andrea Carballeira López, maestra que nunca ejerció y pianista aficionada. Ante la carencia de una educación formal propia que siempre lamentó (y que sería una de las razones aducidas para que su hija completase la labor para la que la madre no estaba preparada), sustituyó esta por lecturas de la abundante biblioteca de su padre, de ideas liberales y progresistas, fundamentalmente de socialistas utópicos.
Cuando su hermana mayor Josefa tuvo de soltera un hijo de padre desconocido, Pepito Arriola, lo dejó al cuidado de Aurora que contaba dieciséis años, quien lo educó con esmero. Su sobrino destacó como un niño prodigio de la música, hecho que afianzó sus ideas didácticas, reformadoras y eugenésicas. Pero tras revelarse las capacidades de su sobrino fue reclamado por su hermana y llevado a Madrid en noviembre de 1899, donde tuvo un enorme éxito como músico: Pianista, violinista y compositor. Su propia madre partió junto a su hermana y su sobrino también hacia Madrid, donde fallecería el 30 de septiembre de 1902. Ese mismo año su hermana y su sobrino habían partido hacia Alemania. Su hermana se casó con el naturista Amado Osorio y Zabala y crió a otras dos niñas prodigio de la música Pilar y Carmen Osorio. Mientras Aurora quedó sola a cargo de su anciano padre, que falleció el 14 de enero de 1914.
Al fallecer su padre decidió llevar a cabo el proyecto de criar a su propia descendencia en condiciones óptimas, para que llegase a ser un ejemplo de sus ideas, que defendiese además sus preocupaciones por los derechos de la mujer. Su plan le llevó a buscar un padre que nunca pudiese reclamar el futuro bebé: La profesora María Rosa Cal Martínez pudo establecer con argumentos que se trataba de un cura castrense leridano llamado Alberto Pallás, con quien tuvo como «colaborador fisiológico» tres «encuentros carnales» (siempre según Aurora) hasta que estando segura del embarazo se trasladó a Madrid para dar a luz a su hija, Hildegart el 9 de diciembre de 1914, a quien le daría la vida que ella le tenía preparada. El experimento inicialmente cumplió las expectativas de Aurora, su hija fue una niña prodigio educada por ella para ser el «modelo de mujer del futuro», se convirtió en una personalidad internacional.

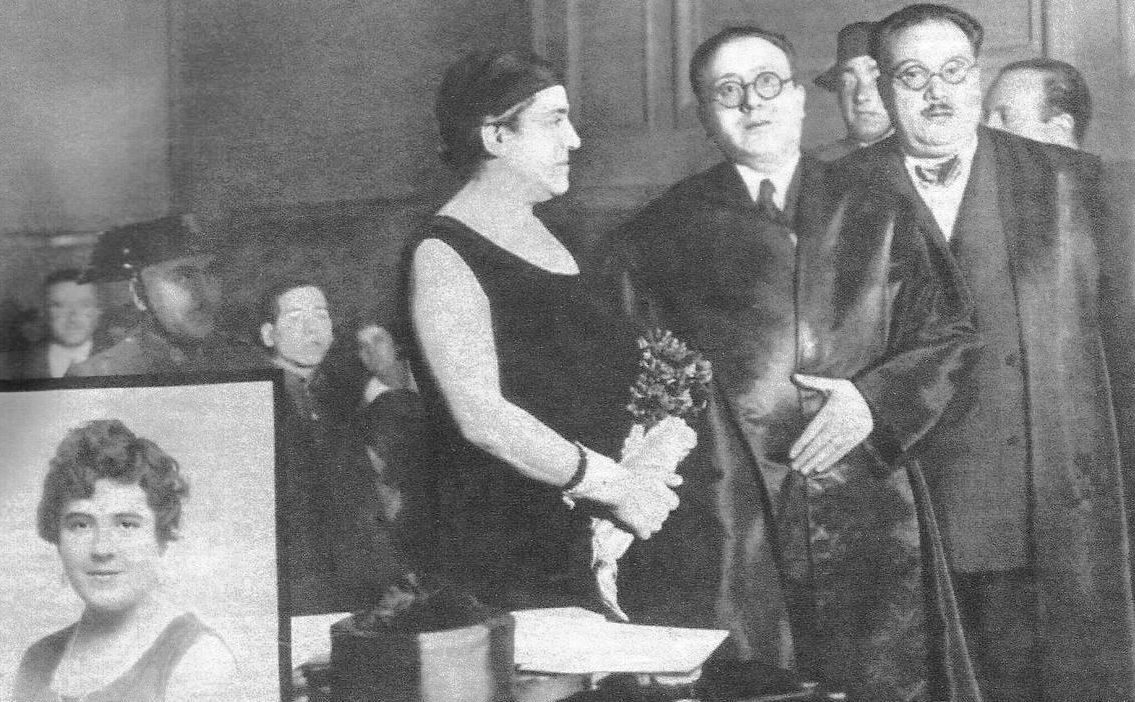
Juicio a Aurora Rodríguez Carballeira por el asesinato de su hija.

Sin embargo la libertad en la que fue educada su hija le llevó a un profundo compromiso político y a intentar separarse de Aurora, quien inspirada por la locura (una supuesta conspiración para arruinar su «escultura de carne») y el miedo a perder a su hija, acabó matándola el 9 de junio de 1933 disparándole cuatro veces mientras dormía. Nunca se arrepintió de su asesinato y repetía que volvería a hacerlo. Fue condenada a 26 años de cárcel, que cumplió en la cárcel de mujeres de Ventas y en el centro psiquiátrico de Ciempozuelos. 
Hasta que se encontró su historial médico en 1977 se tenía la creencia de que había desaparecido durante la guerra, pero realmente murió de cáncer en el centro psiquiátrico el 28 de diciembre de 1955. Fue enterrada en una fosa común.

## Estudios clínicos
- 1989 - El manuscrito encontrado en Ciempozuelos: análisis de la historia clínica de Aurora Rodríguez, Estudio del historial clínico de Aurora en el hospital de Ciempozuelos. , por el psiquiatra Guillermo Rendueles, ed. Endymion, Madrid, 1989, ISBN 84-7731-023-8.[2][3]
- 2012 - Estudio psicoanalítico de la paranoia. El caso de la madre asesina de Hildegart, Javier Fernández Soriano, Ed. Biblioteca Nueva, Madrid.

## Obras inspiradas en la vida de Hildegart y Aurora

### Literarias
- 1972 - Aurora de sangre: vida y muerte de Hildegart (Eduardo de Guzmán), ed. Gregorio del Toro, Madrid, 1972; y en 2014 Aurora de sangre : vida y muerte de Hildegart / Eduardo de Guzmán ; fue editado por la editorial La linterna sorda e introducido por Ana Muiña ; con textos de Guillermo Rendueles y Rafael Cid. ed. La linterna sorda, 2014, Madrid.  ISBN 978-84-942466-5-4.[4][5]
- 1977 - Aurora de sangre o la virgen roja (Rafael Azcona), Jet Films, 1977. Guion del filme de Fernán Gómez basado en la novela de Eduardo de Guzmán.
- 1979 - Hildegart, la virgen roja (Joan Llarch Roig), Barcelona, Producciones editoriales, 155 págs.
- 1987 - Auroras Anlaß ("Los motivos de Aurora"), Erich Hackl, Diogenes, Zúrich.[6]
  - 1991 - Los motivos de Aurora, Erich Hackl, Arte y Literatura, La Habana,
  - 1996 - Los motivos de Aurora, Erich Hackl, Ed. Trilce, Montevideo.
  - 2020 - Los motivos de Aurora, Erich Hackl, Xixón: Hoja de Lata.[7]
- 1987 - La virgen roja (Fernando Arrabal), ed. Seix Barral, Barcelona.[8]
  - 2014 - Infierno: Ribellarsi al Destino. Traduzione e studio de "La virgen roja" di Fernando Arrabal (Antonietta Martini), Edizioni Accademiche Italiane, Saarbrücken.[9]
- 1991 - A mí no me doblega nadie: Aurora Rodríguez, su vida y su obra (Hildegart), María Rosa Cal Martínez, Ediciós do Castro, Sada (La Coruña).[1]
- 2008 - Mi querida hija Hildegart (Carmen Domingo), Destino, Barcelona.[10]
- 2020 - La madre de Frankenstein: agonía y muerte de Aurora Rodríguez Carballeira en el apogeo de la España nacionalcatólica, Manicomio de mujeres de Ciempozuelos, Madrid, 1954-1956, Almudena Grandes, Editorial Tusquets. Quinta novela que forma parte de la serie "Episodios de una guerra interminable".[11]

### Teatrales
- 1974 - La Virgen Roja, de Adolfo Celdrán, bajo la dirección de Juan Antonio Quintana, Grupo "Corral de Comedias de Valladolid",[12] escenografía Mery Maroto, música, Raimundo Pérez. Actrices principales Amparo Magdaleno como Aurora, madre de Hildegart y Maribel Rodicio en el papel de Hildegart. Estrenada en el Festival Internacional de Teatro de Sitges se representó en el Teatro Alfil de Madrid con modificaciones de la censura y después en Valladolid. Finalmente fue prohibida por un artículo en la revista de extrema derecha "Fuerza Nueva" que consideró que era un "montaje intolerable".[13]

### Cinematográficas
- 1977 - Mi hija Hildegart, dirigida por Fernando Fernán Gómez, con guion del propio director y Rafael Azcona, y protagonizada por Amparo Soler Leal (en el papel de Aurora) y Carmen Roldán (en el papel de Hildegart). El autor del libro original en que está basada la película, Aurora de sangre, Eduardo de Guzmán, es uno de los personajes de su propio libro, interpretado en la película por el actor Manuel Galiana.
- 2014 - The Red Virgin, cortometraje dirigido por Sheila Pye.
- 2016 - Hildegart oder Projekt: Superwoman, dirigida por Barbara Caspar.[14]
- 2021 - A virxe roxa, documental dirigido por Marcos Nine.
- 2024 - La virgen roja, largometraje dirigido por Paula Ortiz. Con guion de Eduard Sola y Clara Roquet. Fotografía de Pedro J. Márquez y Música de Guille Galván y Juanma Latorre. Con las actrices principales Najwa Nimri, Alba Planas y Aixa Villagrán y los actores principales Patrick Criado y Pepe Viyuela. Producida por Elastica Films, Avalon P.C, Amazon MGM Studios.[15][16]

### Musicales
- Jardín de sabiduría (2015), canción compuesta e interpretada por Supergrupo (integrado por Aviador Dro, L-Kan y La Monja Enana), con música de Michael Nyman (Bird Anthem). Depósito legal M-7133-2015.

## Estudios clínicos sobre Aurora Rodríguez Carballeira
- 1989 - Guillermo Rendueles (psiquiatra), El manuscrito encontrado en Ciempozuelos: análisis de la historia clínica de Aurora Rodríguez, Estudio del historial clínico de Aurora en el hospital de Ciempozuelos, ed. Endymion, Madrid, 1989, ISBN 84-7731-023-8.[2][3]
- 2012 - Javier Fernández Soriano, Estudio psicoanalítico de la paranoia. El caso de la madre asesina de Hildegart, Ed. Biblioteca Nueva, Madrid.